# Claude Platt
Claude Arthur Platt (ur. 3 marca 1904 w Sunny Corner, zm. 13 października 1966 w Hornsby) – australijski strzelec, olimpijczyk.
Wystąpił na igrzyskach olimpijskich w Londynie (1948), gdzie pojawił się w jednej konkurencji. Zajął 46. miejsce w karabinie małokalibrowym leżąc z 50 metrów (startowało 71 zawodników).

## Wyniki olimpijskie
| Igrzyska | Konkurencja                       | Wynik                        | Miejsce | Źródło |
| -------- | --------------------------------- | ---------------------------- | ------- | ------ |
| IO 1948  | Karabin małokalibrowy leżąc, 50 m | 584 pkt. (94-99-99-97-97-98) | 46      | [ 1 ]  |